# Associação Brasileira dos Produtores de Algodão
A Associação Brasileira dos Produtores de Algodão, com sigla ABRAPA, é uma entidade que reúne os produtores de algodão no Brasil, conhecida internacionalmente após, junto ao Governo do Brasil, ganhar uma disputa junto à OMC contra os Estados Unidos da América.

## Histórico
Criada em 7 de abril de 1999, a ABRAPA reúne as entidades estaduais de produtores de algodão, tais como Abapa (Bahia), a Acopar (Paraná), a Agopa (Goiás), a Amapa (Maranhão), a Amipa (Minas Gerais), a Ampa (Mato Grosso), a Ampasul (Mato Grosso do Sul), a Apipa (Piauí) e a Appa (São Paulo).

## Disputa na OMC
Com o ingresso do Brasil no mercado exportador de algodão, logo surgiu o embate com os Estados Unidos, que com os subsídios e taxações às importações do produto, mantinham o preço do produto artificialmente baixo no mercado internacional. A demanda brasileira foi levada à OMC no ano de 2002 e, com os recursos impetrados pelos estadunidenses, as sanções foram finalmente decididas em 2009. Essa ação marcou a história do agronegocio brasileiro, nas palavras do ex-Ministro da Agricultura Marcus Vinicius Pratini de Moraes: "…(a vitória na OMC foi) um dos momentos mais importantes do agronegócio brasileiro. Mostramos ao mundo que, além de competitivos, somos fortes.", no livro publicado pela Associação Brasileira dos Produtores de Algodão, a entidade privada dos produtores que, junto ao Governo do Brasil, ingressou na OMC com o processo contra os subsídios estadunidenses, intitulada "A Saga do Algodão: das primeiras lavouras à ação na OMC".